# Conseil supérieur de l'audiovisuel (Belgique)
Pour les articles homonymes, voir Conseil supérieur de l'audiovisuel et CSA.
Le Conseil supérieur de l'audiovisuel (en abrégé CSA) est l'autorité administrative indépendante chargée de la régulation du secteur des médias audiovisuels (télévisions, radios, télédistributeurs…) de la Communauté française de Belgique.

## Origines et statut
Le Conseil supérieur de l'audiovisuel (CSA) est l'autorité administrative indépendante chargée de la régulation du secteur audiovisuel de la Fédération Wallonie-Bruxelles (Belgique).
Le CSA a été créé en 1987 sous la forme d'un organe purement consultatif et intégré à l'administration de la Fédération Wallonie-Bruxelles. Il est organisé en autorité administrative indépendante depuis la mise en œuvre du décret du 24 juillet 1997. Le décret du 27 février 2003 a ensuite confirmé cette évolution et l'a doté à la fois de la personnalité juridique et de nouvelles missions d'autorisation et de contrôle. 
Un nouveau décret sur les services de médias audiovisuels (transposant dans le cadre règlementaire de la Fédération Wallonie-Bruxelles la directive européenne sur les services de médias audiovisuels) est entré en vigueur le 28 mars 2009.
Le CSA s'inscrit dans l'histoire du fédéralisme belge. Comme dans tout État fédéral, des répartitions de compétences sont organisées par la Constitution ou des lois fondamentales. En Belgique, les matières culturelles (dont l'audiovisuel) relèvent des Communautés. Les équivalents du CSA sont le Vlaamse Regulator voor de Media (VRM) pour la Communauté flamande de Belgique et le Medienrat pour la Communauté germanophone de Belgique.
Le CSA est une autorité « convergente », c'est-à-dire qu'il dispose de compétence recouvrant à la fois les secteurs de l'audiovisuel et des télécommunications.

## Missions
Le rôle du CSA
Le CSA contribue au déploiement de médias audiovisuels pluriels, diversifiés et inclusifs au service d’une société démocratique. Trois missions principales se dégagent :
- Promouvoir le respect des règles légales, des droits des citoyens et du pluralisme
- Accompagner le secteur audiovisuel dans une dynamique de régulation raisonnée et participative
- Connaitre et faire connaitre le secteur audiovisuel par des actions de recherche et de prospective, et par l’investissement dans les échanges européens et internationaux

Le CSA protège les intérêts du public et veille à l’équilibre du secteur.
Le CSA n’est pas un organe de censure qui prive les citoyens de certains contenus. Le CSA ne peut intervenir dans le contenu des programmes qu’après la diffusion de ceux-ci. Son pouvoir d’intervention s’exerce donc a posteriori et est limité à certains cas précis définis dans la législation audiovisuelle.
La sanction d’un éditeur arrive en dernier recours. Avant de prendre de telles mesures, le CSA accompagne le secteur, reste à l’écoute et cherche à dégager des solutions qui lui permettent de se repenser chaque jour.
Les services de médias audiovisuels sont soumis à des règles prescrites par un décret et sur base desquelles le CSA effectue des contrôles régulièrement. Ces derniers permettent, non pas de censurer, mais de garantir le respect de ces règles.

## Composition
Le CSA est composé d'un Bureau et de deux Collèges : une instance d’avis (le Collège d’avis), chargée de rendre des avis sur toute question relative à l’audiovisuel et une instance décisionnelle (le Collège d’autorisation et de contrôle) chargée d’attribuer les autorisations d’émettre aux télévisions et radios privées établies en Communauté française, de contrôler le respect des obligations des éditeurs de services, distributeurs de services et opérateurs de réseaux, et de sanctionner les infractions à ces obligations. Une structure administrative (les « services du CSA ») complète l'ensemble.

### Collège d'avis
Missions
La principale mission du Collège d'avis est de rendre, d'initiative ou à la demande du Gouvernement ou du Parlement de la Communauté française, des avis sur toute question relative à l'audiovisuel, en ce compris la communication publicitaire (à l'exception des questions relevant de la compétence du Collège d'autorisation et de contrôle).
Il est également chargé de se prononcer sur :
- les modifications décrétales et réglementaires que lui paraît appeler l'évolution technologique, économique, sociale, culturelle des activités du secteur de l'audiovisuel, ainsi que du droit européen et international ;
- le respect des règles démocratiques garanties par la Constitution ;
- la protection de l'enfance et de l'adolescence dans la programmation des émissions.

Il doit également rédiger et tenir à jour des règlements portant sur la communication publicitaire, sur le respect de la dignité humaine, sur la protection des mineurs et sur l'information politique en périodes électorales.
Composition
Outre les membres du Bureau (le président et les trois vice-présidents), le Collège d'avis est composé de 30 membres (ayant chacun un suppléant) désignés par le Gouvernement. Leur mandat est d'une durée de quatre ans, renouvelable.
Ces membres et leur suppléant sont des professionnels issus des différents secteurs de l'audiovisuel (éditeurs et distributeurs de services de radio et de télévision, opérateurs de réseaux, cinéma, sociétés d'auteurs, producteurs, régies publicitaires, annonceurs, associations de consommateurs, sociétés de presse, journalistes, …).
La composition du Collège garantit la représentation des différentes tendances idéologiques et philosophiques.
Assistent aux travaux avec voix consultative deux délégués du Gouvernement, le Secrétaire général du Ministère de la Communauté française ou son représentant, trois délégués du Conseil d'éducation aux médias, ainsi que les président et vice-présidents sortants.

### Collège d'autorisation et de contrôle
Missions
Le Collège d'autorisation et de contrôle exerce deux types de compétence : l'une d'autorisation, l'autre de contrôle. Ce dernier pouvoir est assorti de celui de sanctionner l'éditeur de services, le distributeur de services ou l'opérateur de réseau en cas de manquement à ses obligations légales ou conventionnelles.
Il est donc chargé de :
- autoriser les éditeurs de services - sauf la RTBF et les télévisions locales - et l'usage de radiofréquences ;
- rendre un avis préalable à l'autorisation par le Gouvernement de la Communauté française de Belgique de télévisions locales, et sur tout projet de convention à conclure entre le Gouvernement et un éditeur de service ;
- rendre, au moins une fois par an, un avis sur la réalisation des obligations découlant du contrat de gestion de la RTBF et des obligations des télévisions locales, ainsi que des obligations découlant des conventions conclues entre Gouvernement et éditeurs de services bénéficiant d'un droit de distribution obligatoire;
- faire des recommandations de portée générale ou particulière ;
- constater toute infraction aux lois, décrets et règlements en matière d'audiovisuel et toute violation d'obligation conventionnelle ;
- déterminer les marchés pertinents et les opérateurs de réseau puissants sur le marché et leurs obligations ;
- en cas d'infraction, prononcer une sanction administrative allant de l'avertissement au retrait de l'autorisation.

Composition
Outre les membres du Bureau (le président et les trois vice-présidents), le Collège d'autorisation et de contrôle est composé de 6 membres, dont 3 sont désignés par le Conseil de la Communauté française et trois par le Gouvernement. Leur mandat est d'une durée de quatre ans, renouvelable. 
Ces membres sont choisis parmi des personnes reconnues pour leurs compétences dans les domaines du droit, de l'audiovisuel ou de la communication, et qui ne peuvent y exercer une fonction de nature à créer un conflit d'intérêts personnel ou fonctionnel.
La composition du Collège garantit la représentation des différentes tendances idéologiques et philosophiques.
Le Secrétaire général du Ministère de la Communauté française assiste aux travaux du Collège avec voix consultative.

### Le Bureau
Le Bureau du CSA est chargé des décisions opérationnelles. Il a le pouvoir d'accomplir, de façon autonome, tous les actes nécessaires ou utiles à l'exercice des compétences du CSA et à son administration (représentation en justice, recrutement du personnel, coordination et organisation des travaux du CSA, conformité des avis au droit interne et européen ou international,…).
Le Bureau du CSA est composé du Président, des trois vice-présidents et du directeur. Ses membres sont également membres de droit du Collège d'autorisation et de contrôle (10 membres) et du Collège d'avis (34 membres). Leur mandat est d'une durée de cinq ans, renouvelable. La composition du Bureau garantit la représentation des différentes tendances idéologiques et philosophiques.
Comme le prévoit le décret coordonné sur les services de médias audiovisuels, le Gouvernement de la Communauté française a désigné, par un arrêté du 8 novembre 2012, les quatre nouveaux membres qui composent le Bureau du CSA : Dominique Vosters est devenu Président, Pierre Houtmans, premier vice-président, Bernadette Wynants, deuxième vice-présidente et François-Xavier Blanpain, troisième vice-président.
Le 15 novembre 2017, Karim Ibourki succède à Dominique Vosters à la tête du CSA belge.

### Le Secrétariat d'instruction
le Secrétariat d'instruction est un service spécifique, au sein des services du CSA, qui reçoit les plaintes ou les remarques du public concernant les programmes de radio ou de télévision : atteintes à la dignité humaine, violence gratuite, protection des mineurs, application de la signalétique, durée de la publicité, par exemple. 
Il instruit toutes les plaintes qui lui sont adressées puis les soumet au Collège d'autorisation et de contrôle, qui peut constater l'infraction et, le cas échéant, la sanctionner. 
En vue d'assurer les missions qui lui sont confiées, le Secrétariat d'instruction peut recueillir, tant auprès de personnes physiques que de personnes morales, toutes les informations nécessaires pour s'assurer du respect des obligations imposées aux titulaires d'autorisation ; il peut également procéder à des enquêtes.

### Les services du CSA
Les services du CSA sont chargés de préparer les dossiers soumis à la décision des Collèges, sous la responsabilité du Directeur général.
Les services sont composés de vingt-six personnes travaillant au sein de différentes unités spécialisées dans des domaines spécifiques (radios, télévisions, distributeurs & nouvelles plateformes, études & recherche, communication et Secrétariat d’instruction).
Parmi les services, le Secrétariat d’instruction bénéficie d’un statut spécifique car il travaille en toute indépendance. Il reçoit les plaintes du public concernant le secteur audiovisuel, notamment les programmes de radio ou de télévision : publicité, atteinte à la dignité humaine, violence gratuite, protection des mineurs, application de la signalétique. Il instruit toutes les plaintes recevables qui lui sont adressées puis les soumet au Collège d’autorisation et de contrôle lorsqu’il estime qu’une infraction à la législation audiovisuelle a été commise.
Chaque citoyen.ne a la possibilité de déposer une plainte simplement en complétant le formulaire dédié sur le site.

### Les autorisations et les déclarations
Le décret du 27 février 2003 sur la radiodiffusion différencie les acteurs de la filière audiovisuelle en trois catégories selon les métiers exercés et les responsabilités particulières qui y sont inhérentes : 
- l’éditeur de services : c'est la personne morale qui assume la responsabilité éditoriale d’un ou de plusieurs services de radiodiffusion en vue de les diffuser ou de les faire diffuser. Ces éditeurs, qui sont soumis à un régime d’autorisation, sont concernés par des dispositions en matière de contenus (droit du public à l’information, transparence et sauvegarde du pluralisme de l’offre, respect de la dignité humaine et protection des mineurs, communication publicitaire, contribution à la production audiovisuelle, quotas de diffusion d’œuvres, notamment);
- le distributeur de services : c'est la personne morale qui met à disposition du public un ou des services de radiodiffusion, de quelque manière que ce soit et notamment par voie hertzienne terrestre, par satellite ou par le biais d’un réseau de télédistribution. Un régime déclaratif lui est appliqué. Ses obligations réglementaires concernent la transparence et le pluralisme (exercice d’éventuelle position significative qui porterait atteinte à la liberté du public d’accéder une offre pluraliste dans les services de radiodiffusion), contribution à la production d’œuvres audiovisuelles, offre de base et « must carry », accès conditionnel, notamment ;
- l’opérateur de réseaux : à savoir toute personne morale qui assure les opérations techniques d’un réseau de radiodiffusion nécessaires à la transmission et la diffusion de services de radiodiffusion auprès du public. Un régime déclaratif lui est appliqué. Ses obligations concernent l’accès aux réseaux, à la situation concurrentielle (détermination des marchés pertinents et opérateurs puissants sur ces marchés ; règles particulières pour les radiofréquences).

Une des principales missions du Collège d'autorisation et de contrôle est d’autoriser les éditeurs privés de services et l’usage des radiofréquences. Depuis l’adoption du décret du 27 février 2003 sur la radiodiffusion, le CSA a autorisé 26 services de radiodiffusion télévisuelle et 28 services de radiodiffusion radiophonique non FM. Après vérification du respect des conditions réglementaires, les accusés de réception des déclarations d’activités de 16 distributeurs de services et de 13 opérateurs de réseaux ont été communiqués aux intéressés.
Par ailleurs, le Collège d'autorisation et de contrôle est chargé de rendre un avis préalable à l’autorisation, par le Gouvernement de la Communauté française, des télévisions locales (elles sont au nombre de douze) et sur tout projet de convention à conclure entre le Gouvernement et les éditeurs, qu’ils soient publics ou privés (il s’agit, pour les éditeurs privés, de convention réglant leur contribution à la production d’œuvres audiovisuelles et, pour les éditeurs publics, de leur contrat de gestion).

### Le pouvoir de contrôle et de sanction du CSA
Le Collège d'autorisation et de contrôle est chargé d’assurer, au moins une fois par an, le contrôle du respect des obligations réglementaires et conventionnelles des éditeurs privés et publics. Il en fait de même pour les distributeurs de services.
Outre ce contrôle récurrent, le CSA constate toute violation au décret sur les services de médias audiovisuels et les plateformes de partages de vidéos, règlements et conventions en matière de radiodiffusion et, en cas d’infraction, prononce une sanction administrative allant de l’avertissement au retrait de l’autorisation, en passant par l’amende et la diffusion d’un communiqué qui relate l’infraction.

## références
1. ↑  « Belgique : un nouveau président à la tête du CSA », sur www.lalettre.pro, 16 novembre 2017 (consulté le 17 novembre 2017).